# 依匹斯汀
依匹斯汀（英語：Epinastine），商品名Alesion、Elestat、Purivist、銳視代（Relestat），是第二代抗組織胺藥和肥大細胞穩定劑，用於滴眼液治療變應性結膜炎。它由艾爾建生產，並由Inspire在美國行銷。它對H1受体具有高度選擇性，且不會通過血腦屏障。
該藥物於1980年取得專利，並於1994年開始在醫療上使用。